# Adaptive Präferenz
Adaptive Präferenzen sind Präferenzen, bei denen Individuen ihre Wünsche, Bedürfnisse oder Wertvorstellungen an die gegebenen Umstände und Möglichkeiten angepasst haben.

## Historische Einordnung
Der Begriff der adaptiven Präferenzen wurde erstmals 1983 von Jon Elster popularisiert, wobei die Idee schon in der Antike in Form einer Fabel namens „Der Fuchs und die Trauben“ dargelegt wurde. Ähnliche Konzepte unter anderem Namen wurden ebenfalls in den 1980er Jahren verwendet, wie Amartya Sens adaptive Einstellungen. Die Befürworter des Konzepts der adaptiven Präferenzen berufen sich auf frühe utilitaristische Überlegungen, welche subjektives Glück zum Maßstab für moralische und ökonomische Urteile machten. Philosophen wie Amartya Sen oder Martha Nussbaum machten darauf aufmerksam, dass die Betrachtung des bloßen Glücks der Betroffenen irreführend sein kann, da sich ihre Ansprüche angesichts eingeschränkter Lebensumstände immer wieder an die Realität anpassen. Das Konzept der adaptiven Präferenzen wird von ihnen als ein Hinweis darauf verstanden, dass die faktischen Handlungsspielräume und Lebensumstände von Personen selbst unterschätzt werden können. Daraus folgten Ideen wie der Befähigungsansatz, der nicht nur Glück als Maßstab für soziale Gerechtigkeit anwendet, sondern auch die tatsächlichen Möglichkeiten eines Individuums.

## Definitionen
Als adaptive Präferenzen werden diejenigen Erwartungen, Wünsche und Ziele einer Person bezeichnet, welche aufgrund der Grenzen und Schwierigkeiten im Leben dieser Person an jene Begrenzungen angepasst werden. Es handelt sich um eine mentale Anpassung persönlicher, akademischer und beruflicher Perspektiven an Widerstände und vermeintliche Unmöglichkeiten verursacht durch u. a. Ethnie, Geschlecht, sozioökonomischer Hintergrund, Familiensituation, Religion oder Freiheitssituation. Der Begriff wird oft im Zusammenhang mit sozialer und ökonomischer Gerechtigkeit sowie feministischer Theorie verwendet.
Ein Beispiel für adaptive Präferenzen findet sich in patriarchalen Gesellschaften, wo Frauen ihre Wünsche an die ihnen zugewiesenen gesellschaftlichen Rollen anpassen. In solchen Gesellschaften akzeptieren Frauen oft eingeschränkte Rechte und Lebensmöglichkeiten, wodurch ihre Ambitionen und Erwartungen reduziert werden. Diese Anpassung führt dazu, dass Frauen sich eher mit ihrer untergeordneten Stellung abfinden und ihre wahren Wünsche und Bedürfnisse in den Hintergrund treten. Ein weiteres Beispiel lässt sich in armen oder benachteiligten Gemeinschaften finden, wo Menschen, die in Armut leben, ihre Wünsche nach besserer Lebensqualität oft als unerreichbar betrachten und sich stattdessen mit den bestehenden Verhältnissen arrangieren. Diese Anpassung führt dazu, dass sie ihre Ansprüche verringern, obwohl ihre tatsächlichen Möglichkeiten zur Verbesserung ihres Lebens oft unterschätzt werden.

### Jon Elster
Jon Elster führte den Begriff der adaptiven Präferenzen als psychologisches Phänomen ein, das dazu führe, dass kognitive Dissonanz verringert werde. Die Adaption finde unbewusst statt, wenn sich die Menge der möglichen Optionen ändere. Im Falle des Fuchses werde dessen Unzufriedenheit ob der unerreichbaren Trauben verringert durch die Annahme, dass sie sauer seien und er sie deswegen gar nicht wolle, als er erkennt, dass er sie gar nicht erreichen kann. Elster argumentiert, dass Utilitaristen oberflächlich kein Problem damit hätten, dass der Fuchs die Trauben nicht bekommt. Es sei jedoch ein Problem, da seine Unfähigkeit, an die Trauben zu gelangen, erst seine Präferenzen geändert habe. Adaptive Präferenzen würden die Priorisierung der eigenen Bedürfnisse verändern. Die Präferenzen würden sich ändern, abhängig von dem Zustand, in dem man sich befinde, oder den Möglichkeiten, die man habe. Im vorliegenden Beispiel verändere sich die Priorität Trauben zu essen aufgrund des vermeintlichen Fehlens der Möglichkeit, an sie heranzukommen.

### Martha Nussbaum
Martha Nussbaum beschrieb das Problem der adaptiven Präferenzen damit, dass Menschen, die an schlechte Umstände angepasst leben, eine gestörte Selbstwahrnehmung ihrer Glücklichkeit und Zufriedenheit haben. Selbstevaluationen seien somit stark verzerrt und dadurch nicht aussagekräftig. Als Antwort auf dieses Problem entwickelte sie, zusammen mit Amartya Sen, den Befähigungsansatz.